# Liste der Enquete-Kommissionen des Deutschen Bundestags
Die Liste der Enquete-Kommissionen des Deutschen Bundestages erfasst alle Enquete-Kommissionen, die der Deutsche Bundestag seit 1971 eingesetzt hat.
Dessen Geschäftsordnung sieht erst seit ihrer Reform 1969 Enquete-Kommissionen vor. Seit 1971 gab es bis heute 31 Enquete-Kommissionen zu folgenden Themen (in Klammern die Dauer von der Einsetzung bis zum Abschlussbericht bzw. abschließende Bundestagsdebatte zu demselben):
1. Psychiatrie (1971–1975)
2. Verfassungsreform (1973–1978)[1]
3. Auswärtige Kulturpolitik (1973–1977)
4. Frau und Gesellschaft (1973–1981)[2]
5. Neue Informations- und Kommunikationstechniken (1981–1983)[3]
6. Jugendprotest im demokratischen Staat (1981–1983)[4]
7. Zukünftige Kernenergie-Politik (1979–1983)[5]
8. Chancen und Risiken der Gentechnologie (1984–1987)[6]
9. Technologiefolgenabschätzung (1984–1989)
10. Gefahren von AIDS und wirksame Wege zu ihrer Eindämmung (1987–1993)[7]
11. Strukturreform der gesetzlichen Krankenversicherung (1987–1992)
12. Vorsorge zum Schutz der Erdatmosphäre (1987–1990)[8]
13. Zukünftige Bildungspolitik – Bildung 2000 (1987–1994)
14. Enquete-Kommission Schutz der Erdatmosphäre (1991–1994)[9]
15. Aufarbeitung von Geschichte und Folgen der SED-Diktatur (1992–1994)[10]
16. Schutz des Menschen und der Umwelt (1992–1994)[11]
17. Überwindung der Folgen der SED-Diktatur im Prozess der deutschen Einheit (1995–1998)[12]
18. Demographischer Wandel – Herausforderungen unserer älter werdenden Gesellschaft an den Einzelnen und die Politik (1992–2002)[13]
19. Sogenannte Sekten und Psychogruppen (1996–1998)
20. Zukunft der Medien in Wirtschaft und Gesellschaft (1996–1998)
21. Recht und Ethik der modernen Medizin (1. Kommission) (2000–2002)[14]
22. Ethik und Recht der modernen Medizin (2003–2005)[15]
23. Globalisierung der Weltwirtschaft (1999–2002)[16][17]
24. Zukunft des bürgerschaftlichen Engagements (1999–2002)[18]
25. Nachhaltige Energieversorgung unter den Bedingungen der Globalisierung und der Liberalisierung (2000–2002)[19][20]
26. Kultur in Deutschland (2003–2007)[21]
27. Internet und digitale Gesellschaft (2010–2013)[22]
28. Wachstum, Wohlstand, Lebensqualität – Wege zu nachhaltigem Wirtschaften und gesellschaftlichem Fortschritt in der Sozialen Marktwirtschaft (2010–2013)[23][24]
29. Künstliche Intelligenz – Gesellschaftliche Verantwortung und wirtschaftliche, soziale und ökologische Potenziale (2018–2020)[25]
30. Berufliche Bildung in der digitalen Arbeitswelt (2018–2021)[26]
31. Lehren aus Afghanistan für das künftige vernetzte Engagement Deutschlands (2022–2025)[27]
32. Aufarbeitung der Corona-Pandemie und Lehren für zukünftige pandemische Ereignisse (2025–2027)[28]